# Phyllotis
Genre
Phyllotis est un genre de rongeurs, de la famille des Cricétidés.

## Liste des espèces
Selon ITIS (20 mai 2023) :
- P. alisosiensis (en)
- P. amicus (en) Thomas, 1900
- P. andium (en) Thomas, 1912
- P. anitae (en)
- P. bonaeriensis (en) Crespo, 1964
- P. caprinus (en) Pearson, 1958
- P. darwini (en) (Waterhouse, 1837)
- P. definititus (en) Osgood, 1915
- P. gerbillus
- P. haggardi (en) Thomas, 1908
- P. limatus (en) Thomas, 1912
- P. magister (en) Thomas, 1912
- P. osgoodi (en) Mann, 1945
- P. osilae (en) J. A. Allen, 1901
- P. pearsoni
- P. pehuenche
- P. vaccarum Thomas, 1912
- P. wolffsohni (en) Thomas, 1902
- P. xanthopygus (en) (Waterhouse, 1837)

Phyllotis vaccarum, qui vit dans les hautes montagnes andines de l'Argentine et du Chili, est l'espèce de mammifères vivant à la plus haute altitude connue : jusqu'à au moins 6 379 m,.